# Perryville (Alaska)
Perryville è un CDP degli Stati Uniti d'America, situato nello Stato dell'Alaska e in particolare nel Borough di Lake and Peninsula.